# مارتين فارغاس موراليس
مارتين فارغاس موراليس (بالإنجليزية: Martín Vargas Morales)‏ هو سياسي أمريكي، ولد في 12 ديسمبر 1971. حزبياً، نشط في Popular Democratic Party (Puerto Rico) ‏.